# Barbara Enright
Barbara Enright (... , ..-..-....) is een Amerikaans professioneel pokerspeelster en de hoofdredactrice van het tijdschrift Woman Poker Player. Ze won als eerste vrouw ooit twee toernooien van de World Series of Poker (WSOP), als eerste vrouw ooit drie toernooien van de WSOP en als eerste vrouw ooit een WSOP-toernooi waaraan zowel mannen als vrouwen deelnamen.
Daarnaast was Enright op de World Series of Poker 1995 de eerste vrouw ooit die de finaletafel van het Main Event bereikte en in 2008 de eerste vrouw ooit die werd opgenomen in zowel de Senior Poker Hall of Fame, de World Series of Poker Hall of Fame als de Women in Poker Hall of Fame (laatstgenoemde op 2 februari 2008).
Enright verdiende tot en met juli 2011 meer dan $1.350.000,- in pokertoernooien (cashgames niet meegerekend).

## Wapenfeiten
Enright leerde als kind thuis pokeren en ging vanaf 1976 voor geld spelen in openbare gelegenheden. Ze werkte oorspronkelijk als kapster, barkeeper en serveerster, maar het pokeren leverde haar op den duur meer op. Daarom stopte ze met werken om voltijd te gaan kaarten. Toen Enright in 1986 deelnam aan de World Series of Poker 1986, won ze direct het $500 Women's 7-Card Stud-toernooi, goed voor een hoofdprijs van $16.400,-.
Acht jaar na dato was Enrights tweede WSOP-cash ook goed voor haar tweede WSOP-titel, in hetzelfde evenement, maar nu met een verdubbeld entreegeld. Een jaar later speelde ze zich voor het eerst in het prijzengeld op een toernooi van de WSOP waaraan zowel mannen als vrouwen deelnamen. Met $1.500 Hold'em Pot Limit eindigde ze als 25e. Twaalf dagen later bereikte Enright als eerste vrouw ooit de finaletafel van het Main Event. Daaraan eindigde ze als vijfde, achter winnaar Dan Harrington, Howard Goldfarb, Brent Carter en Hamid Dastmalchi.
Op de World Series of Poker 1996 zorgde Enright opnieuw voor een primeur door als eerste vrouw ooit een gemengd WSOP-toernooi te winnen. Aan de finaletafel van het $2.500 Hold'em Pot Limit-toernooi liet ze onder andere Jennifer Harman achter zich, waarmee ze haar derde WSOP-titel en $180.000,- opstreek.

## Titels
Enright won ook meer dan 25 toernooien die niet tot de WSOP behoren, zoals:
- het $400 7 Card Stud-toernooi van Amarillo Slim's Superbowl Of Poker 1991 in Laughlin ($2.860,-)
- het $1.500 7 Card Stud-toernooi van de 7th Annual Diamond Jim Brady 1991 in Los Angeles ($45.000,-)
- het $1.000 Limit Hold'em-toernooi van het Jim Brady Tournament 1992 in Los Angeles ($49.600,-)
- het $300 Limit Hold'em-toernooi van Winnin' o' the Green 1995 in Los Angeles ($14.520,-)
- het $50 Limit Hold'em-toernooi van Legends of Poker 1996 in Los Angeles ($25.800,-)
- het $300 Seven Card Stud-toernooi van Legends of Poker 1996 in Los Angeles ($21.000,-)
- het $500 Limit Hold'em-toernooi van de Four Queens Poker Classic 1997 in Las Vegas ($22.275,-)
- het $500 Limit Hold'em-toernooi van Carnivale of Poker 1998 in Las Vegas ($74.277,-)
- het $100 Limit Hold'em-toernooi van Legends of Poker 2000 in Los Angeles ($16.425,-)
- het $300 A-5 Lowball-toernooi van Legends of Poker 2000 in Los Angeles ($12.840,-)
- het $100 Limit Hold'em-toernooi van de Poker Derby 2003 in Inglewood ($20.410,-)
- het $300 Omaha Hi/Lo-toernooi van Shooting Stars 2003 in San Jose ($11.770,-)
- het $200 No Limit Hold'em-toernooi van Palms No Limit Hold'em Summer Poker Series 2005 in Las Vegas ($15.219,-)
- het $500 No Limit Hold'em-toernooi van het Women in Poker Hall of Fame Ceremony Tournament in Las Vegas ($11.000,-)

## WSOP-titels
| Jaar                       | Toernooi                       | Prijs      |
| -------------------------- | ------------------------------ | ---------- |
| World Series of Poker 1986 | $500 Women's Seven-Card Stud   | $16.400,-  |
| World Series of Poker 1994 | $1.000 Women's Seven-Card Stud | $38.400,-  |
| World Series of Poker 1996 | $2.500 Pot Limit Hold'em       | $180.000,- |